# Liga de Futebol do Estado de São Paulo
A Liga de Futebol do Estado de São Paulo (LFESP), anteriormente denominada Liga Bandeirante de Futebol (LBF), Liga Paulista de Futebol (LPF) e Liga de Futebol Paulista (LFP), foi a organizadora do Campeonato Paulista de Futebol entre 1935 e 1940. Foi o embrião da atual Federação Paulista de Futebol (FPF), mas não pode ser considerada a mesma entidade que hoje rege o Campeonato Paulista.

## História
A princípio, o fim da Liga de Amadores de Futebol em 1929 decretou a vitória do profissionalismo no futebol brasileiro, e sua oficialização no Campeonato Paulista de 1933 sacramentou a situação. Porém, a Confederação Brasileira de Desportos (CBD, atual CBF), que comandava o futebol brasileiro na época lutava pelo amadorismo e resolveu enfraquecer a Associação Paulista de Esportes Atléticos (APEA) e a Liga Carioca de Futebol (LCF), que abraçaram ao profissionalismo.
Na época, para combater ao retrocesso proposto pela CBD, criou-se a Federação Brasileira de Futebol (FBF) em São Paulo. Mas sendo jovem e ainda se oficializando não conseguiu combater à CBD que representava o Brasil na FIFA. A CBD ofereceu várias vantagens aos clubes que a acatassem, entre as quais amistosos internacionais, coisa que a FBF não podia oferecer. Logo o Vasco da Gama no Rio de Janeiro e Palestra Italia e Corinthians em São Paulo passariam a apoiar a CBD e se impor contra FBF e APEA.
Corinthians e Palestra Italia fundaram então a Liga Bandeirante de Futebol (LBF), em 10 de dezembro de 1934, que mais tarde para apressar a pacificação no futebol, passa a admitir a entrada de novos clubes e, em 11 de fevereiro de 1935, muda sua denominação para Liga Paulista de Futebol (LPF, tal qual a primeira organizadora do Campeonato Paulista), e a organizar um campeonato paralelo ao da APEA a partir de 1935. Além dos clubes da LBF, ela teve a adesão do Santos e do São Paulo. Anos depois, a Portuguesa, também se juntou à liga, ajudando-a a sobrepujar a antiga Apea, que deixou de existir após organizar o Campeonato Paulista de 1936 e desaparece em meados de 1938. Em 13 de agosto de 1937, a entidade teve sua denominação alterada mais uma vez, agora para Liga de Futebol Paulista (LFP).
Por fim, em 20 de janeiro de 1938, a LFP passou a se chamar Liga de Futebol do Estado de São Paulo (LFESP), nome definitivo que usou até o seu último campeonato. Essa mudança era uma velha promessa feita aos clubes da extinta APEA, quando da pacificação do futebol paulistano. Os únicos votos contrários foram os de José da Silva Freire, do Luzitano, e de Gumercindo de Lucca, do São Paulo.
A LFESP teve a hegemonia na organização do Campeonato Paulista entre 1937 e 1940, quando foi substituída pela Federação Paulista de Futebol (FPF), entidade fundada em 22 de abril de 1941, que comanda o futebol paulista até os dias de hoje.